# Dorcasoides bilobus
Dorcasoides bilobus es una especie de coleóptero de la familia Lucanidae.

## Distribución geográfica
Habita en mar Báltico.